# Kishangarh
Kishangarh (hindi किशनगढ़) – miasto w środkowym Radżastanie, w zachodnich Indiach. Około 116 tysięcy mieszkańców (2001). W przeszłości (od początku XVII do końca XIX wieku) miasto było stolicą księstwa o tej samej nazwie.